# 篠路駅

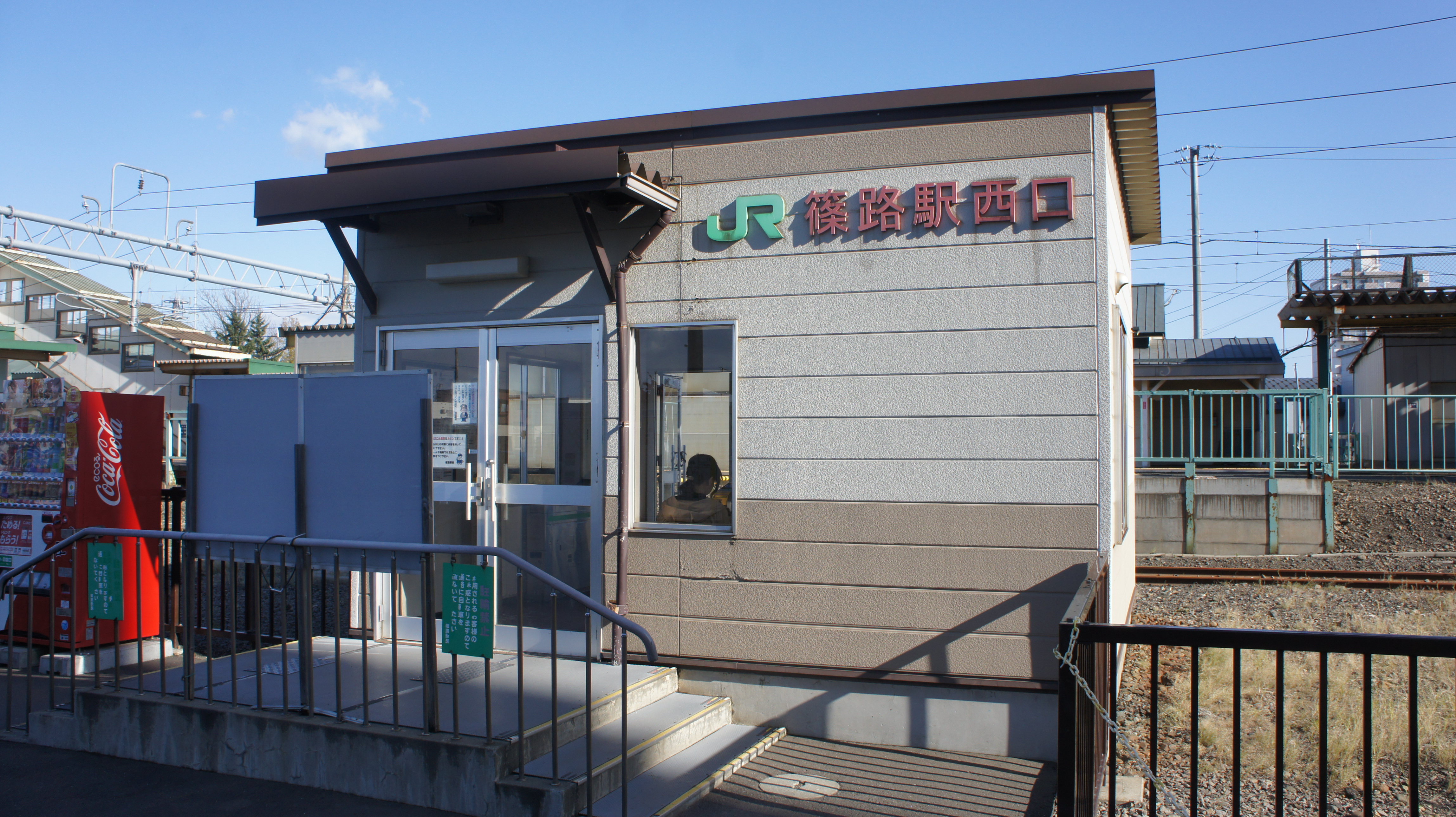
西口駅舎（2018年11月）

篠路駅（しのろえき）は、北海道札幌市北区篠路4条7丁目にある、北海道旅客鉄道（JR北海道）札沼線（学園都市線）の駅である。駅番号はG08。電報略号はノロ。事務管理コードは▲130202。

## 歴史
1922年（大正11年）改正鉄道敷設法が施行され、現在の札沼線にあたる路線が規定されると、途中駅の請願が盛んとなり、篠路村（当時）でも1923年（大正12年）に駅を設置する運動が起こり、1934年（昭和9年）に札沼南線（当時）が開通すると同時に篠路村の中心に開業した。
開業当時、付近は農業地域で、燕麦、たまねぎなどが栽培され、牛馬の飼育が盛んで、貨物として輸送された。篠路駅は野菜出荷などの拠点となり、駅周辺には全盛期には20棟の札幌軟石やレンガで作られた倉庫が並んでいた。
1970年代後半から宅地化が急速に進み、駅周辺はほぼ住宅地になっている。

### 年表

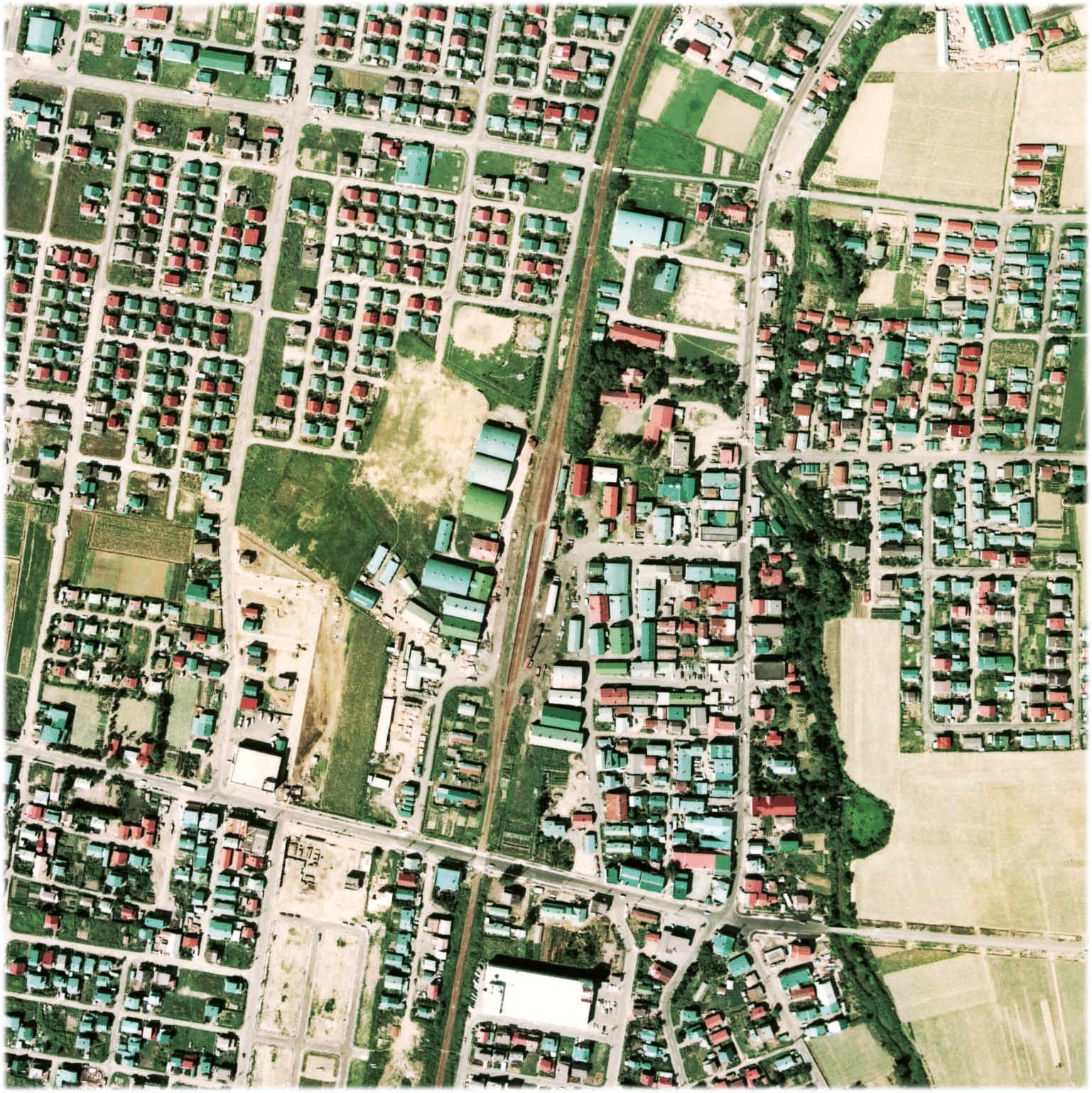
1976年の単線時代の篠路駅と周囲約750m範囲。下が札幌方面。単式と島式の複合ホーム1面2線だが、島式ホームの駅裏側は植栽されて使用されておらず、旅客用としては実質相対式ホーム2面2線。貨物取扱い廃止前で、駅裏側は貨物積卸線として使用され、駅舎横の札幌方にある土場に引込み線を有していて、貨車が留置されている。貨物取扱い廃止は貨物ホームと引込み線が撤去され、駅裏の積卸線は札幌方が切られて保線用の引込み線となった。

- 1934年（昭和9年）11月20日：国有鉄道札沼南線の桑園駅 - 石狩当別駅（現・当別駅）間開通に伴い、同線の駅として開業[1][6]。一般駅[7]。
- 1935年（昭和10年）10月3日：石狩当別駅 - 浦臼駅間の延伸開業[報道 1]に伴い、札沼南線が札沼北線と統合し、札沼線に改称。
- 1949年（昭和24年）6月1日：日本国有鉄道法施行に伴い、日本国有鉄道（国鉄）に継承。
- 1960年（昭和35年）5月：隣接する石狩町（当時）の茨戸油田で産出した原油を輸送するパイプライン（4km）が完成。油田から手稲駅までのタンクローリー輸送を置換（油田は1972年〔昭和47年〕7月廃山）[8]。
- 1979年（昭和54年）2月1日：貨物取扱い廃止[7]。
- 1984年（昭和59年）
  - 2月1日：荷物取扱い廃止[7]。
  - 4月1日：同日付で駅長の配置を終了し、桑園駅駅長の管理下に置かれる[9]。
- 1986年（昭和61年）3月3日：札幌圏の列車増発に伴い、当駅折り返し列車が設定される[10]（11月1日にあいの里教育大駅まで延長）。
- 1987年（昭和62年）4月1日：国鉄分割民営化に伴い、JR北海道の駅となる[1]。
- 1988年（昭和63年）
  - 8月1日：西口駅舎を設置[新聞 1]。
  - 11月：交換設備に安全側線を設置し、交換列車の同時進入を可能とする[11]。
- 1991年（平成3年）3月16日：札沼線に「学園都市線」の愛称を設定[報道 1][報道 2][12]。
- 1995年（平成7年）3月16日：札沼線（学園都市線）の太平駅 - 当駅間が複線化[1]。
- 1997年（平成9年）3月22日：札沼線（学園都市線）の当駅 - あいの里教育大駅間が複線化[報道 2][12]。
- 1998年（平成10年）12月31日：自動改札機を設置し、供用開始[13]。
- 2000年（平成12年）：札沼線（学園都市線）のうち、当駅を含む桑園駅 - 石狩月形駅間に自動進路制御装置 (PRC) を導入[14]。
- 2006年（平成18年）1月：自動列車案内装置導入。方向別の案内用液晶ディスプレイを設置。
- 2007年（平成19年）10月1日：駅番号設定（G08）[報道 3]。
- 2008年（平成20年）10月25日：ICカード「Kitaca」使用開始[報道 4]。
- 2009年（平成21年）12月10日：当駅にて、札沼線（学園都市線）桑園駅 - 北海道医療大学駅間の電化工事の起工式挙行[新聞 2][新聞 3]。
- 2012年（平成24年）6月1日：札沼線（学園都市線）のうち、当駅を含む桑園駅 - 北海道医療大学駅間が電化（交流20,000V・50Hz）[報道 5][報道 6]。
- 2014年（平成26年）3月4日：当駅の係員が最終列車の時刻を勘違いし、所定より早く西口および東口駅舎の出入口を施錠したため、最終列車に乗車できなかった旅客がタクシーで目的地へ移動[報道 7]。
- 2017年（平成29年）2月10日：東口改札に自動改札機設置。

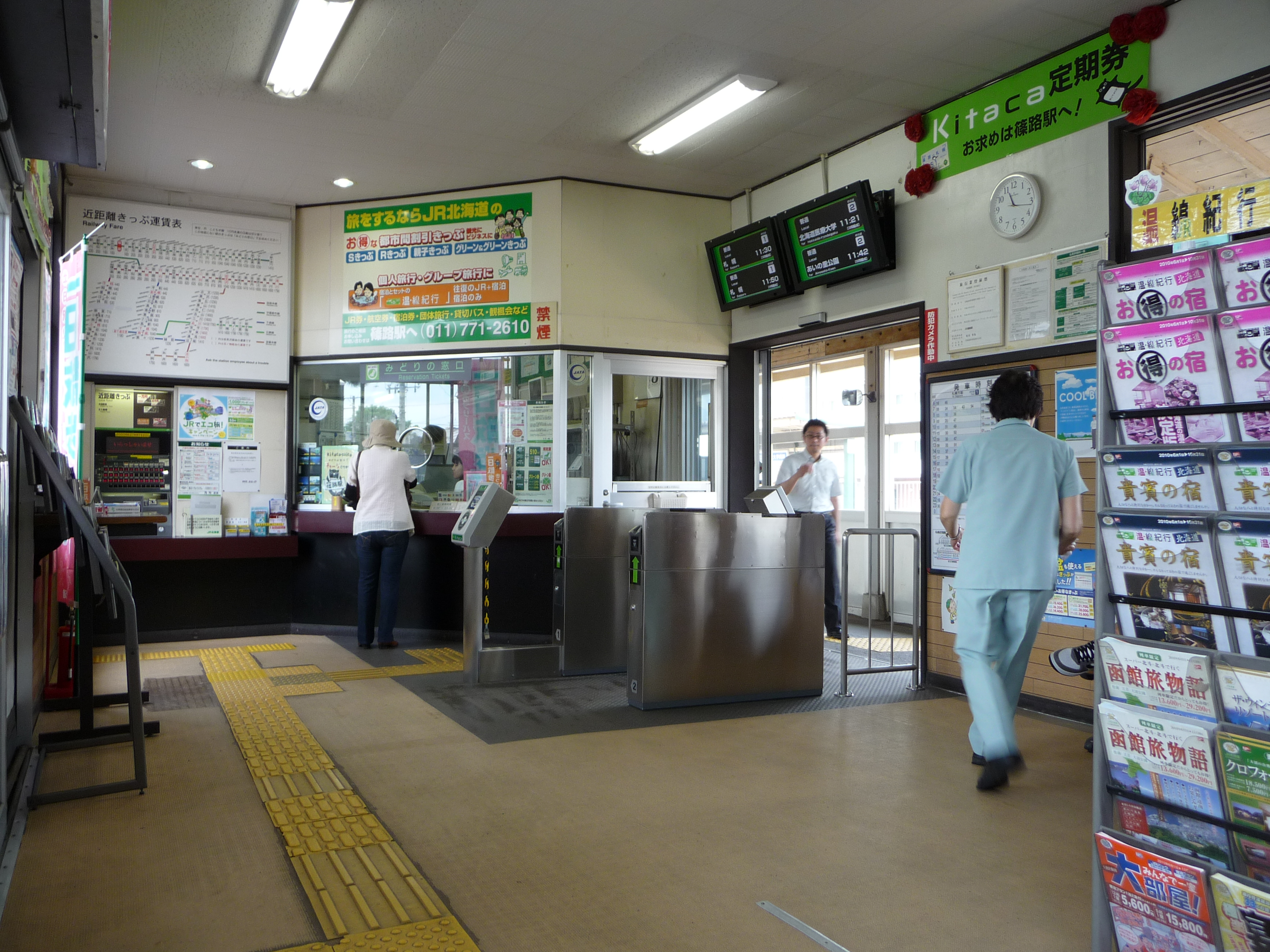
自動改札機設置前の東口改札（2010年8月）
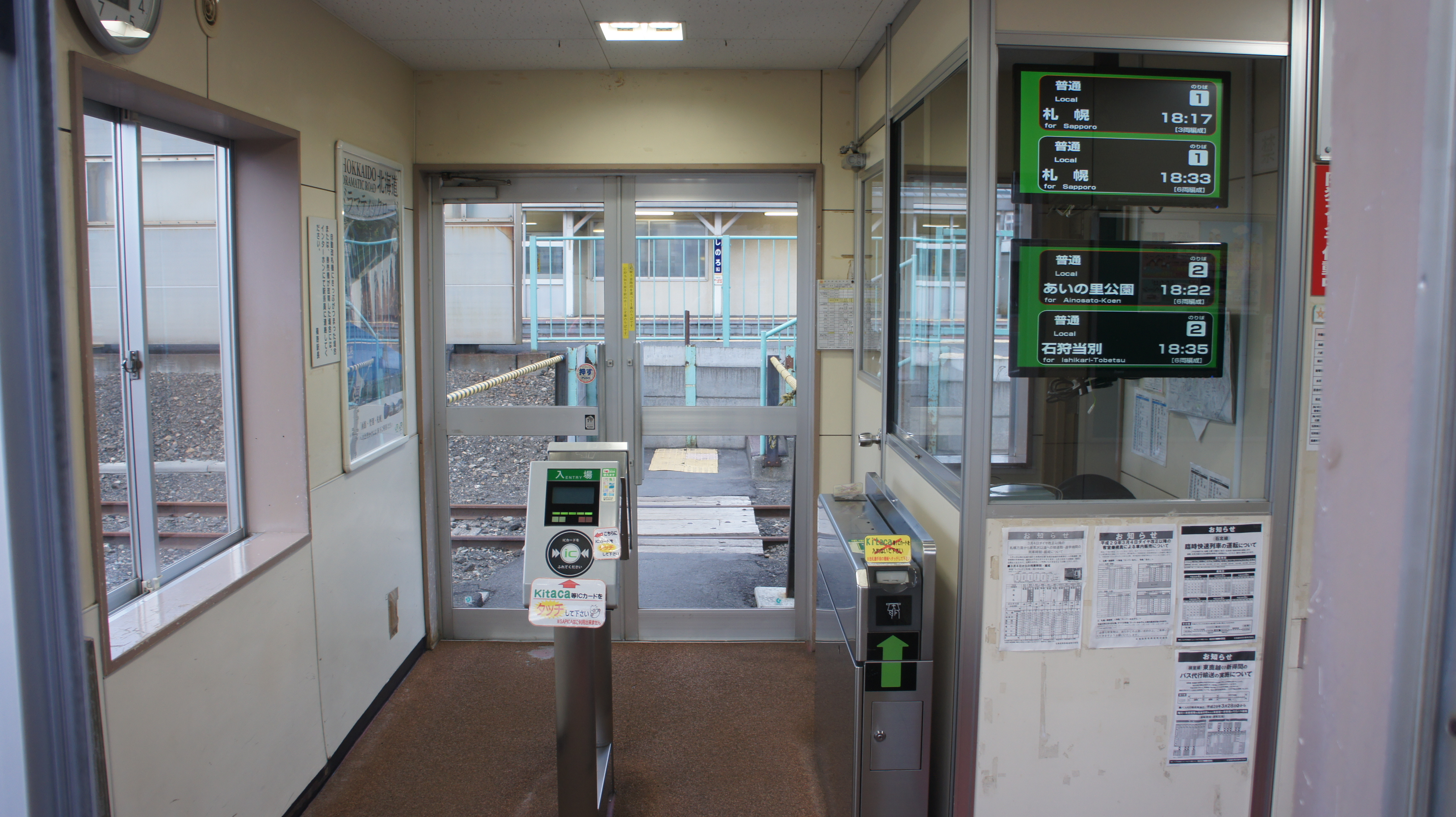
自動改札機設置前の西口改札（2017年5月）
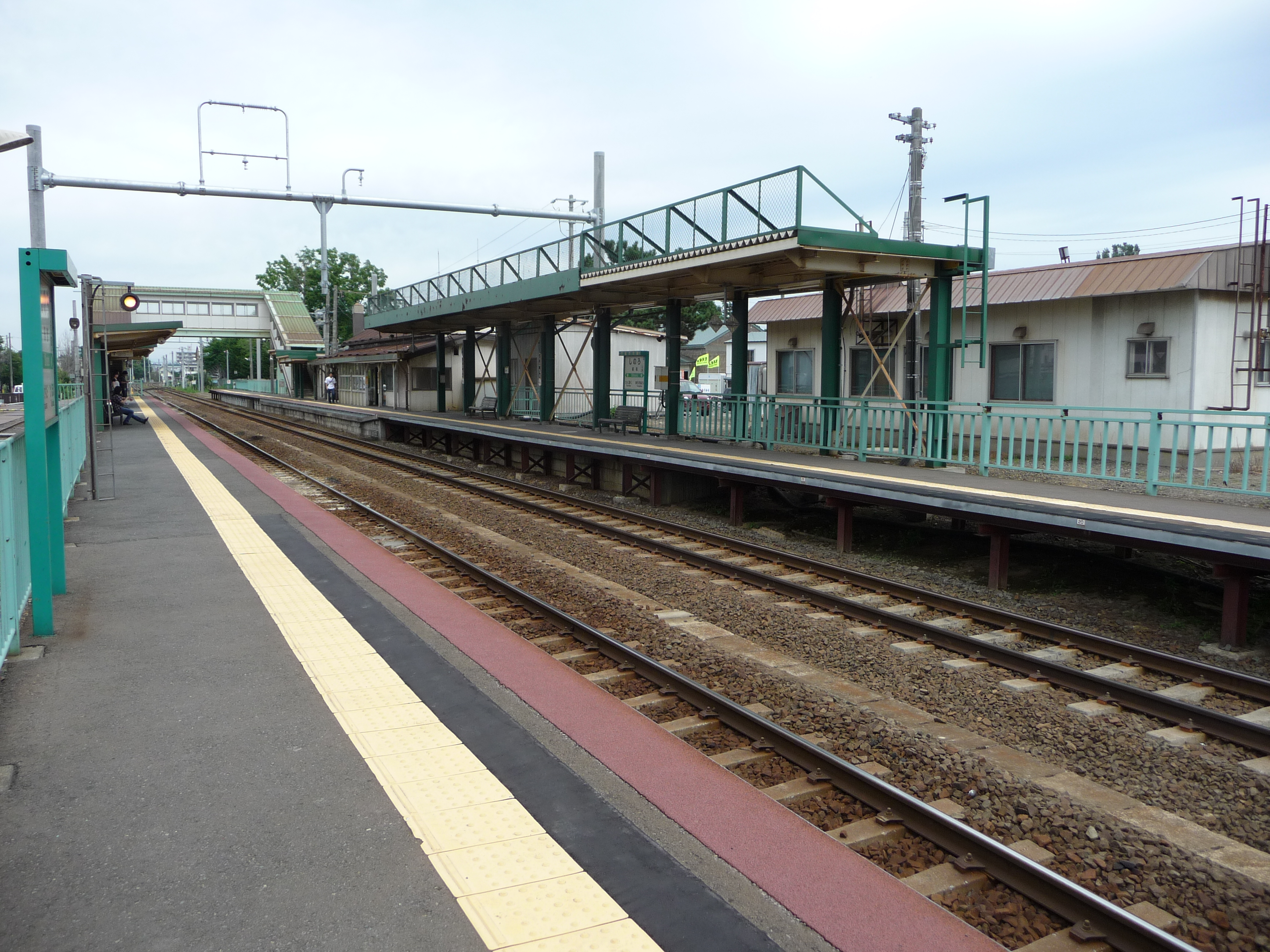
ホーム（電化前） （2010年8月）

## 駅構造
相対式ホーム2面2線を持つ地上駅で、2番線の隣に除雪車両の留置線を1本有する。なお、札沼線（学園都市線）電化事業で当駅構内に変電設備が設置された。
桑園駅管理の業務委託駅（北海道ジェイ・アール・サービスネットが受託）。東口にはみどりの窓口、話せる券売機、自動改札機が、西口には自動券売機、簡易自動改札機（磁気券・Kitacaともに対応）が設置されている。

### のりば
| 番線 | 路線                  | 方向 | 行先                             |
| ---- | --------------------- | ---- | -------------------------------- |
| 1    | ■札沼線（学園都市線） | 上り | 札幌・新千歳空港方面             |
| 2    | ■札沼線（学園都市線） | 下り | あいの里公園・北海道医療大学方面 |

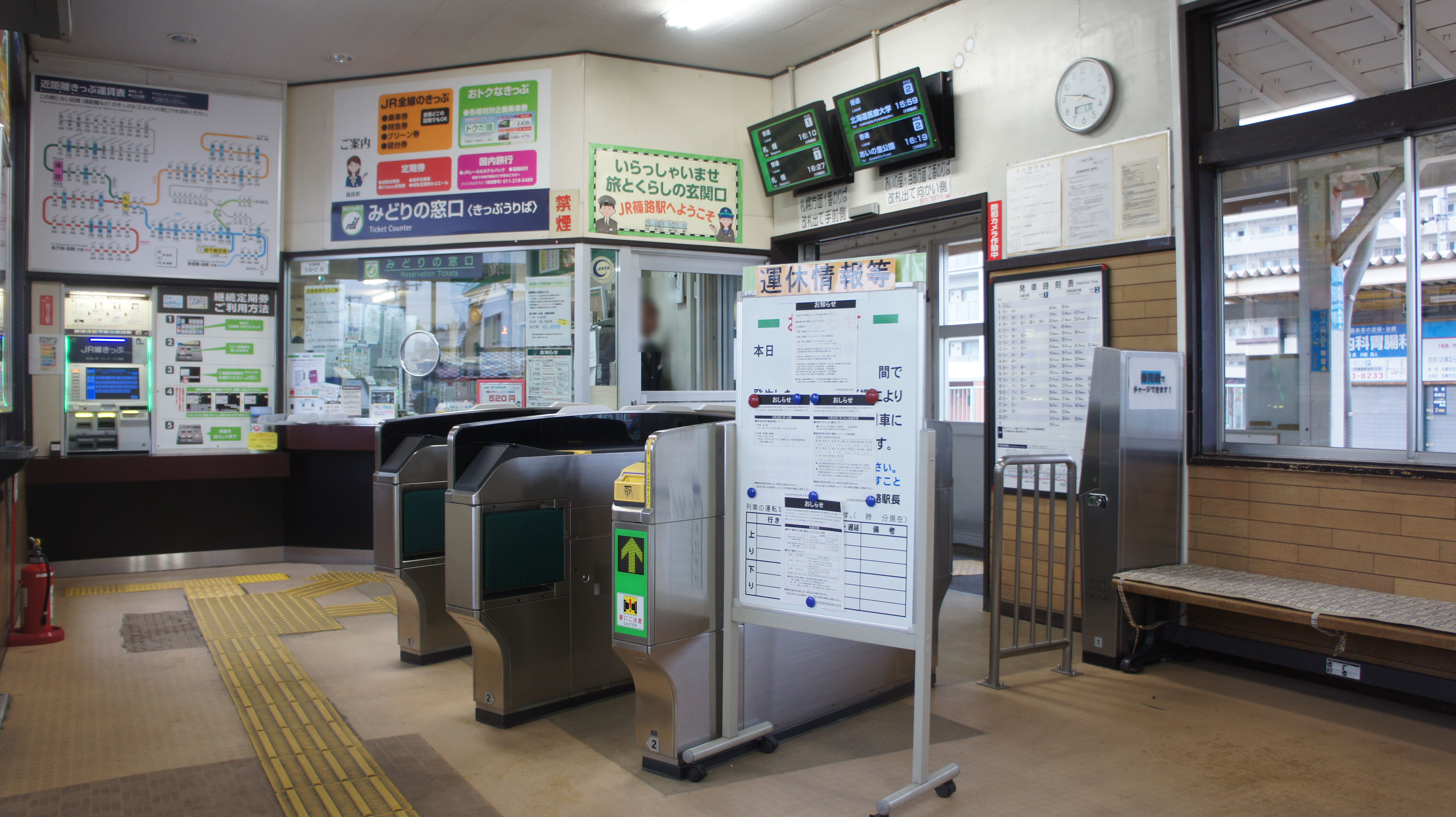
東口改札（2018年10月）
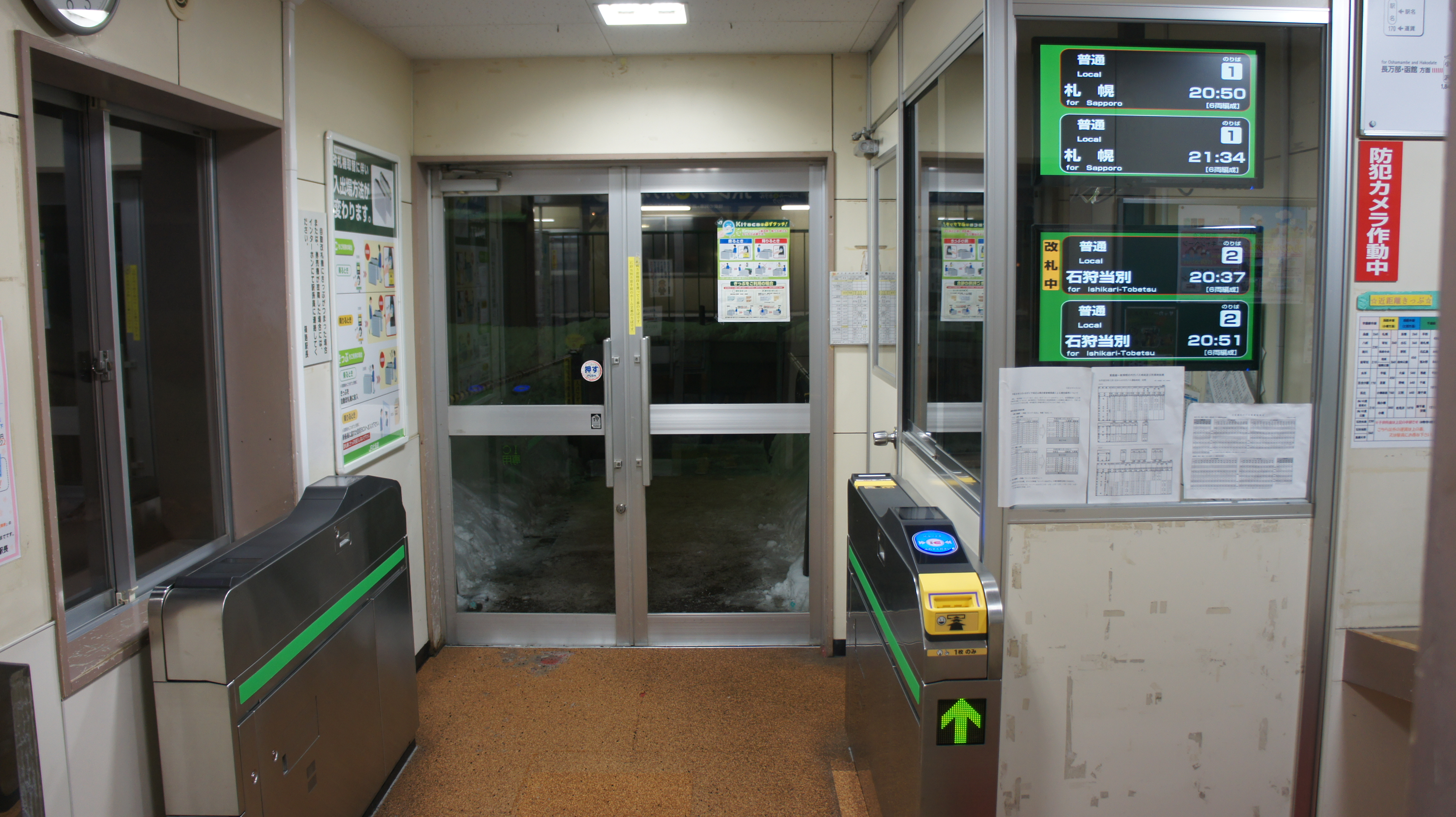
西口改札（2018年1月）
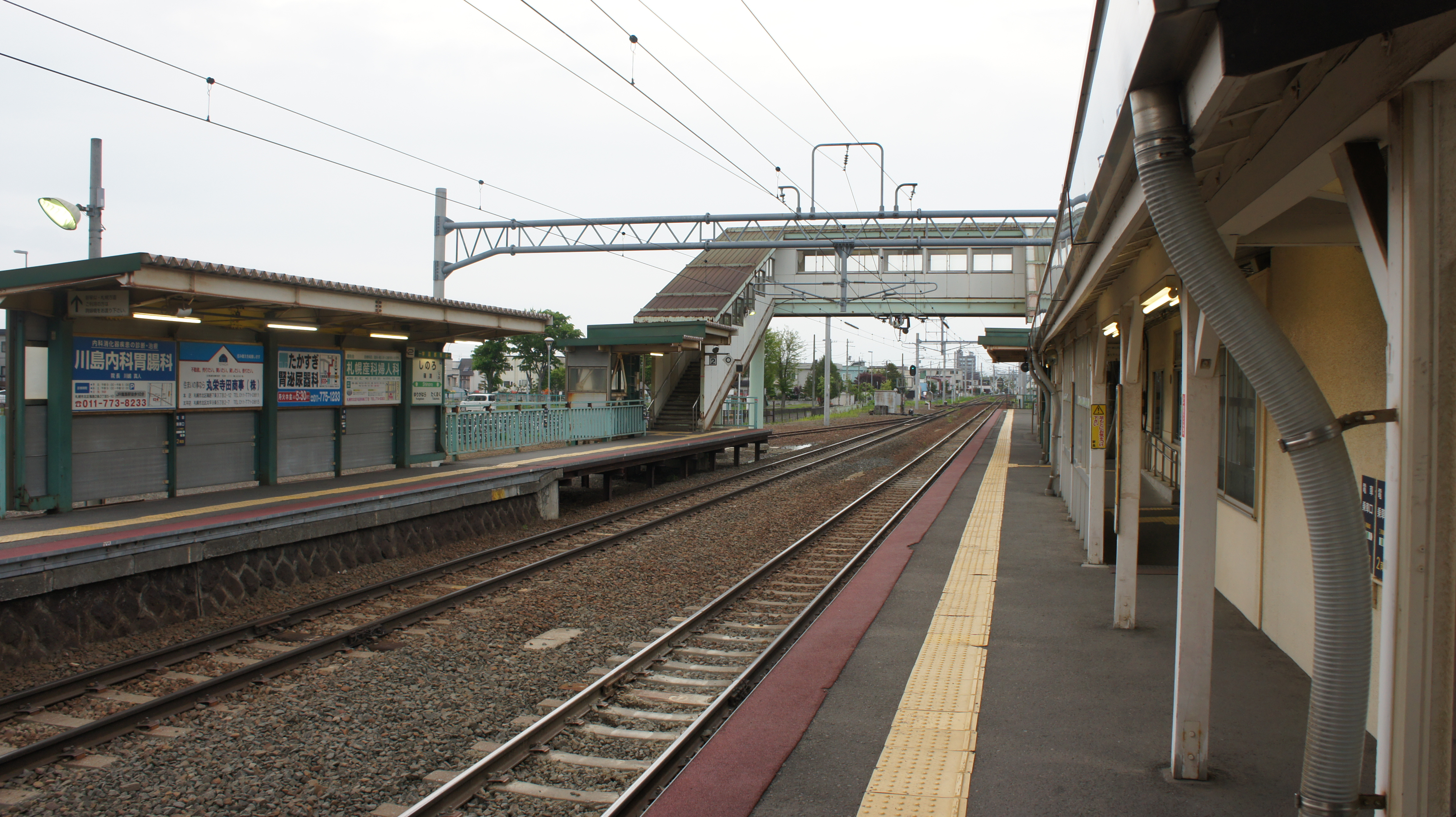
ホーム（2017年5月）
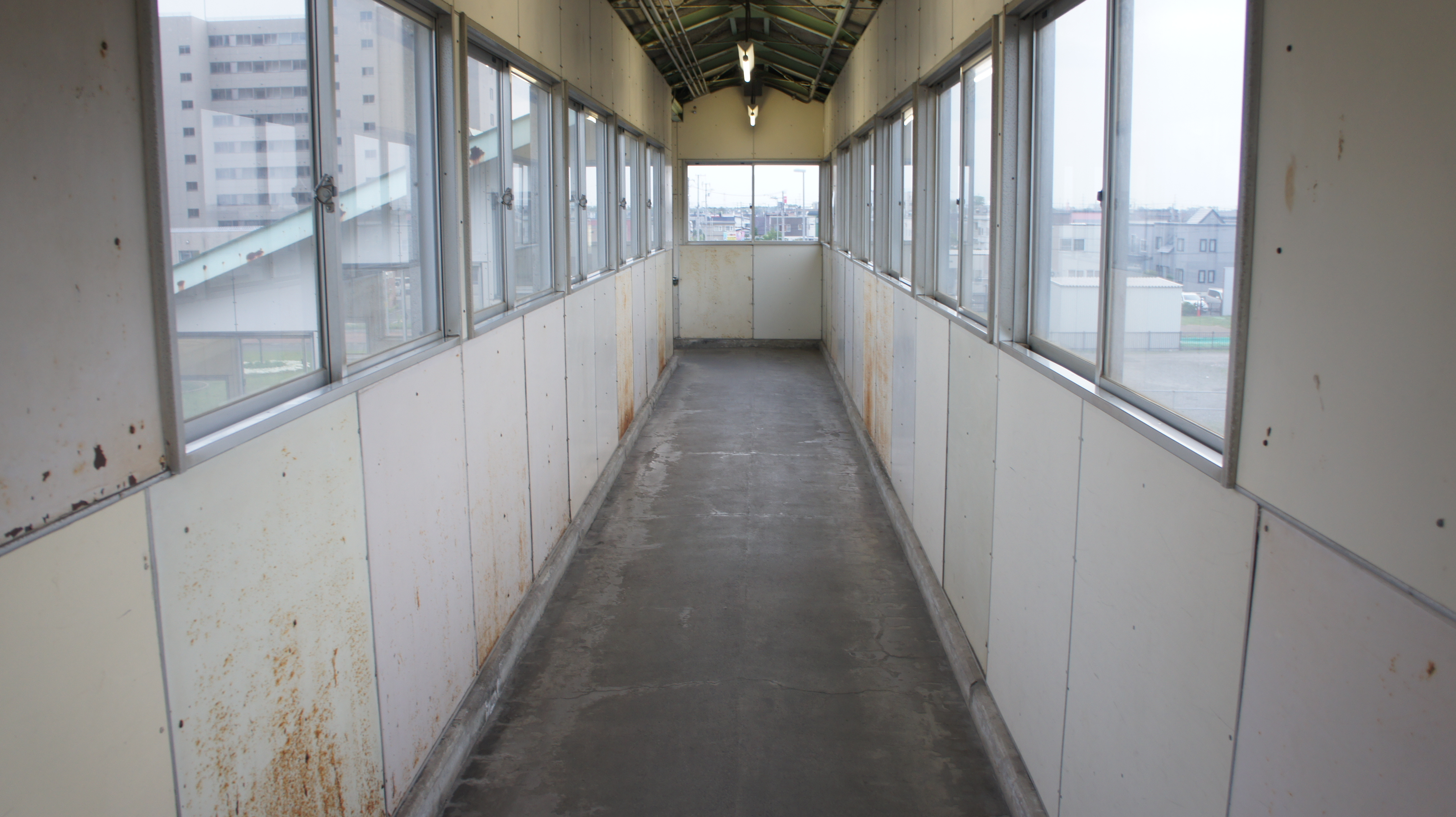
跨線橋（2017年5月）
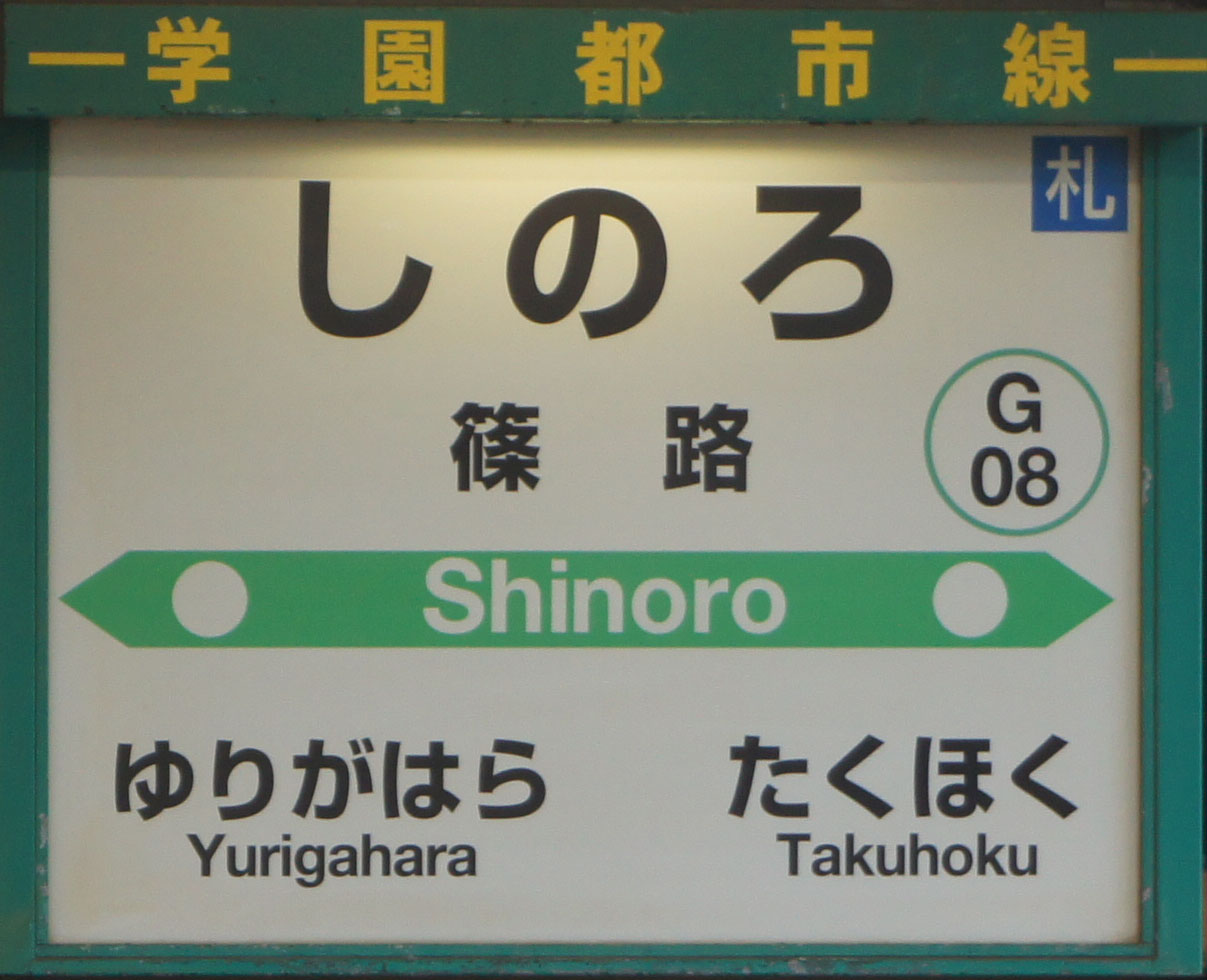
駅名標（2017年5月）

## 利用状況
2022年（令和4年）度の1日平均乗車人員は2,546人である。
近年の1日平均乗車人員の推移は下記の通りである。
| 年度               | 1日平均 乗車人員 | 出典    |
| ------------------ | ---------------- | ------- |
| 1970年（昭和45年） | 701              | [ * 2 ] |
| 1975年（昭和50年） | 825              | [ * 2 ] |
| 1980年（昭和55年） | 749              | [ * 2 ] |
| 1985年（昭和60年） | 713              | [ * 2 ] |
| 1990年（平成02年） | 1,120            | [ * 2 ] |
| 1995年（平成07年） | 1,575            | [ * 2 ] |
| 2000年（平成12年） | 1,588            | [ * 2 ] |
| 2001年（平成13年） | 1,575            | [ * 3 ] |
| 2002年（平成14年） | 1,887            | [ * 4 ] |
| 2003年（平成15年） | 2,015            | [ * 4 ] |
| 2004年（平成16年） | 2,066            | [ * 2 ] |
| 2005年（平成17年） | 2,134            | [ * 2 ] |
| 2006年（平成18年） | 2,209            | [ * 2 ] |
| 2007年（平成19年） | 2,296            | [ * 2 ] |
| 2008年（平成20年） | 2,347            | [ * 2 ] |
| 2009年（平成21年） | 2,426            | [ * 2 ] |
| 2010年（平成22年） | 2,456            | [ * 2 ] |
| 2011年（平成23年） | 2,584            | [ * 2 ] |
| 2012年（平成24年） | 2,693            | [ * 2 ] |
| 2013年（平成25年） | 2,839            | [ * 2 ] |
| 2014年（平成26年） | 2,926            | [ * 2 ] |
| 2015年（平成27年） | 3,018            | [ * 2 ] |
| 2016年（平成28年） | 3,104            | [ * 2 ] |
| 2017年（平成29年） | 3,139            | [ * 2 ] |
| 2018年（平成30年） | 3,153            | [ * 2 ] |
| 2019年（令和元年） | 3,078            | [ * 5 ] |
| 2020年（令和02年） | 2,340            | [ * 6 ] |
| 2021年（令和03年） | 2,338            | [ * 7 ] |
| 2022年（令和04年） | 2,546            | [ * 1 ] |

## 駅周辺
東が駅前になるが、商店街は駅から西に約400メートル離れた東8丁目篠路通沿いを中心にしている。北・東・西に1、2キロ離れると、畑と住宅がまだらに分布する。かつて駅の西に煉瓦でできた倉庫があったが、平成19年度より駅西口付近の再開発が始まり、煉瓦の倉庫が撤去され、その跡地でマンション工事が開始された。
- 篠路神社（江戸時代に創立）
- 北海道道273号花畔札幌線
- 国道231号
- 札幌市北区役所篠路出張所・まちづくりセンター
- 北警察署篠路交番
- 篠路郵便局
- 篠路駅前郵便局
- 北門信用金庫篠路支店
- 北洋銀行篠路支店
- 北海道銀行篠路支
- 札幌市農業協同組合（JAさっぽろ）篠路支店
- スーパーアークス ノース
- 札幌市立篠路小学校
- 北海道中央バス「篠路駅前」停留所（札幌北、石狩各営業所担当路線）[15]
- MEGAドン・キホーテ 篠路店

## 隣の駅
北海道旅客鉄道（JR北海道）
■札沼線（学園都市線）
百合が原駅 (G07) - 篠路駅 (G08) - 拓北駅 (G09)

## 参考資料
- 『石狩町誌 中巻』 2巻、石狩町、1991年。doi:10.11501/9490952。2023年3月25日閲覧。
- 札幌市教育委員会 編『新札幌市史』 4巻、札幌市、1997年。doi:10.11501/9572237。2023年3月25日閲覧。